# Велико суђење
Велико суђење је југословенски филм први пут приказан 1. децембра 1961. године. Режирао га је Федор Шкубоња, а сценарио је написала Станислава Борисављевић.

## Радња
Деца из великог градског дворишта одлучила су судити мачку Брњи, јер је појео канаринца. После судског процеса, порота је Брњу осудила на два дана строгог затвора у канаринчевој крлетки...

## Улоге
| Глумац                   | Улога     |
| ------------------------ | --------- |
| Павле Минчић             | Стева     |
| Тома Курузовић           | Мика      |
| Павле Вугринац           | чика Јова |
| Милан Ајваз              | чика Гаса |
| Марин Цвијовић           |           |
| Мирко Даутовић           |           |
| Љубица Драгић Стипановић |           |
| Деса Гвоздановић         |           |
| Мирсад Хасимбеговић      | Јоца      |

Остале улоге  ▼
| Глумац           | Улога |
| ---------------- | ----- |
| Миодраг Караџић  | Моча  |
| Мира Кнежевић    |       |
| Љиљана Ковачевић |       |
| Јосипа Мауер     |       |
| Коса Ненадовић   |       |
| Миња Николић     |       |
| Љиљана Срампф    |       |
| Сретен Стојовић  |       |